# Бургаски фар
Бургаският фар е български морски фар, намиращ се на територията на Пристанище Бургас, разположен в края на източния вълнолом.
Запален през 1899 година, това е първият български пристанищен фар. Той и двата входни фара се поддържат от Държавно предприятие „Пристанищна инфраструктура“.

## История
Автор на макета на фара е първият бургаски контрабасист Съби Денев. Оптиката му е поръчана от френската фирма „Sautter Harlé & Cie“. Първоначално фарът е вдигнат на стълбовидна конструкция на височина 15 метра. Постоянната му бяла светлина се е виждала на разстояние 8 мили. Двата входни фара за пристанището са светели в червено, но заради цветовете, в които са били боядисани площадките около фенерните им отделения, съответно са наричани Червения фар и Зеления фар. За първи път основният фар е запален през 1899 година, а двата входни – през 1900 година. През 1903 година в руското издание на „Лоцията на Черно и Азовско море“ е дадено следното наставление за корабите, които влизат в пристанище Бургас: „Насочването по фаровете трябва да става по следния начин: когато пред вас се открият три постоянни огъня – един бял и два червени, оставете на север белия огън и влезте между червените огньове в пристанището.“
През 1903 година в присъствието на Цар Фердинанд I Бургаското пристанище е тържествено открито и в основата на Бургаския фар е поставен каменен барелеф с лика на царя.
През 1907 година е изградена цилиндрична кула на Бургаския фар и е поставен наутофон, който през 1931 година е модернизиран. Светлината на Зеления фар от червена бива променена на зелена, а фаровете биват електрифицирани.
През 1950 година барелефът на фара е сменен с бюста на Георги Димитров с надпис „Той не умира“.
Прeз 1995 година е построена нова бетонна кула на фара, боядисана на широки бели и червени хоризонтални ивици.
На 18 май 2003 година по повод стогодишния юбилей на пристанището е поставен нов бронзов барелеф с надпис „Port Of Burgas” и цифрите с координатите на фара „42.29.5'N 27.29'E“. През нощта на 23 юли 2012 год. символът е вандалски разбит, но скоро след това е възстановен по повод 110-годишнината на пристанището.

## Характеристики
Светлинен сигнал
Светлинният сигнал на Бургаския фар е бяла, проблясваща през 3 сек. Свети в сектор 253° – 153°. Сигналът се излъчва от височина 24 метра и е видим на разстояние 14,0 морски мили (25 km).
Наутофон
Наутофонът на Бургаския фар излъчва звуков сигнал с продължителност 30 секунди в комбинация, отговаряща на буквите „Б“ (кирилица) и „В“ (латиница) по Морзовата азбука.
| звук 5.0 s | мълчание 3.0 s | звук 1.5 s | мълчание 3.0 s | звук 1.5 s | мълчание 3.0 s | звук 1.5 s | мълчание 11.5 s |